# قائمة زملاء الجمعية الملكية المنتخبين في 2002
هذه الصفحة تعرض قائمة زملاء الجمعية الملكية المُنتخبين لعام 2002.

## الزملاء
- John McCanny [الإنجليزية]‏
- إيان ويلموت
- David Ish-Horowicz [الإنجليزية]‏
- Mary Rees [الإنجليزية]‏
- Stuart Cull-Candy [الإنجليزية]‏
- David Dolphin [الإنجليزية]‏
- جوديث هوارد
- جان بيار هانسن
- Roy Sambles [الإنجليزية]‏
- Christopher Hawkesworth [الإنجليزية]‏
- Thomas Maurice Rice [الإنجليزية]‏
- بيتر سارناك
- Nicholas Hastie [الإنجليزية]‏
- تيري ليونز
- مايلز ريد
- Nicholas Strausfeld [الإنجليزية]‏
- Eric Priest [الإنجليزية]‏
- فيليب إنغهام
- Mark Welland [الإنجليزية]‏
- ستيف فوربر
- Georgina Mace [الإنجليزية]‏
- ألان برادلي [الإنجليزية]‏
- Anne Dell [الإنجليزية]‏
- David William Rhind [الإنجليزية]‏
- James Jackson (geophysicist) [الإنجليزية]‏
- مارتن بولياكوف
- Terence Quinn [الإنجليزية]‏
- David Parker (chemist) [الإنجليزية]‏
- John Dainton [الإنجليزية]‏

## الأعضاء الأجانب
- ألكساندر باينز